# برادوی راهی سخت
«برادوی راهی سخت» (به انگلیسی: Broadway the Hard Way) آلبومی از هنرمند اهل ایالات متحده آمریکا فرانک زاپا است که در سال ۱۹۸۸ میلادی منتشر شد.